# برايا غراندي
برايا غراندي هي مدينة، وبلدية في البرازيل، تتبع ساو باولو، بلغ عدد سكانها 193٬582  نسمة، في 2000، تبلغ مساحتها 147٫065 كيلومتر مربع.

## الموقع
تشترك في الحدود مع:
- ساو فيسنتي، ساو باولو.

## أعلام
- رافاييل ألفيس
- مواسير باربوزا